# Barbut

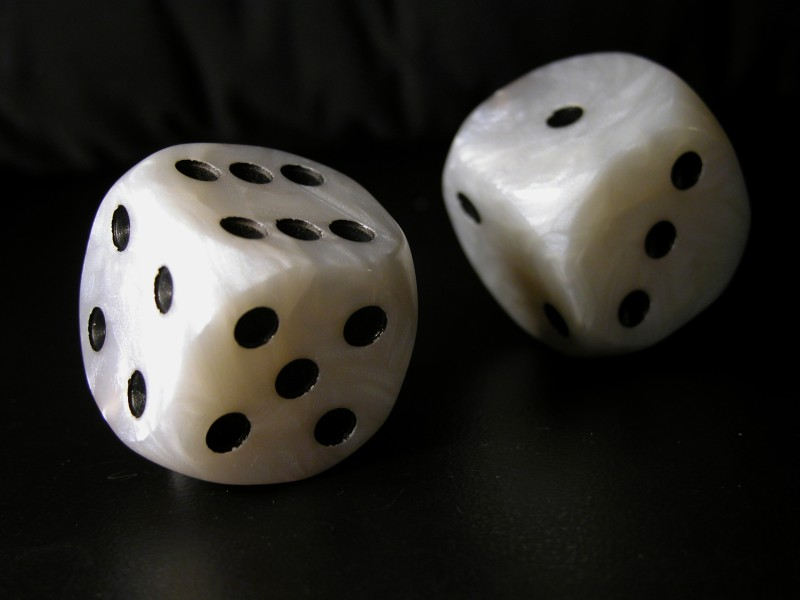
Două zaruri

Barbutul este un joc de noroc cu zaruri practicat între doi sau mai mulți jucători. Barbutul era întâlnit și în perioada comunistă deși atunci era interzisă practicarea jocurilor de noroc în afara locurilor special amenajate și legalizate.